# Sigmodon planifrons
Sigmodon planifrons is een zoogdier uit de familie van de Cricetidae. De wetenschappelijke naam van de soort werd voor het eerst geldig gepubliceerd door Nelson & Goldman in 1933.